# Dorsale di Carlsberg
La dorsale di Carlsberg è la parte più settentrionale della dorsale medio-indiana, un margine divergente di placche tettoniche situato sul fondale dell'Oceano Indiano occidentale, che separa la placca africana dalla placca indo-australiana.
La dorsale medio-indiana si estende a nord a partire da una tripla giunzione nei pressi dell'isola di Rodrigues (la tripla giunzione di Rodrigues) fino ad un punto di incontro con la zona di frattura di Owen. La dorsale ha iniziato a estendersi verso nord nel tardo Maastrichtiano e ha raggiunto il Mar Arabico, allora appena formatosi, nell'Eocene. A questo punto la dorsale ha continuato ad accumulare materiale basaltico ai suoi bordi senza però propagarsi per circa 30 milioni di anni. Nel primo Miocene, poi, il margine ha ricominciato a propagarsi, questa volta ad ovest, verso il punto caldo di Afar, portando alla formazione del golfo di Aden.
La parte nominata dorsale di Carlsberg inizia dalla fossa di Vema (che è a tutti gli effetti una zona di frattura e non una fossa ma che viene così chiamata per distinguerla dalla zona di frattura di Vema situata nell'Oceano Atlantico) e termina nella zona di frattura di Owen ed è tutt'oggi sismicamente attiva, il terremoto di maggior intensità mai registrato dallo U.S. Geological Survey nelle sue vicinanze è stato quello del 15 luglio 2003 che ha fatto registrare una magnitudo momento di 7,6.
Il 6 gennaio del 2024 alle ore 11:46 e 33 secondi (UTC) si è verificato un terremoto di grado 5.6 della scala Richter.
https://terremoti.ingv.it/event/37298311
La dorsale è stata così chiamata in onore della Carlsberg, una delle più importanti società produttrici di birra al mondo, che nel 1928-1930 finanziò, attraverso l'omonima Fondazione Carlsberg, la spedizione Dana, spedizione di ricerca guidata dal biologo Johannes Schmitt durante la quale la dorsale fu scoperta.